# Thalassodendron
Thalassodendron Hartog – rodzaj traw morskich należący do rodziny bałwanicowatych (Cymodoceaceae), obejmujący dwa gatunki: Thalassodendron ciliatum (Forssk.) Hartog, występujący od egipskich wybrzeży Morza Czerwonego przez afrykańskie i azjatyckie wybrzeża Oceanu Indyjskiego do Wysp Karolińskich na Oceanie Spokojnym oraz Thalassodendron pachyrhizum Hartog, endemiczny dla zachodnich wybrzeży Australii Zachodniej.
Nazwa naukowa rodzaju pochodzi od greckich słów θαλασς  (thalass – morski) i δένδρων (dendron – drzewo).

## Morfologia
ŁodygaSympodialnie rozgałęziające się, masywne, płożące kłącze. W co czwartym węźle kłącza powstaje wzniesiony, zdrewniały, nierozgałęziający się pęd. Kłącze ukorzenia się w węzłach poprzedzających te z pędem.
LiścieWyrastają w wiązkach na szczytach pędów powstających w węzłach kłącza. Blaszki liściowe równowąskie, płaskie, wycięte, ząbkowane, z wieloma równoległymi żyłkami przewodzącymi.
KwiatyRośliny dwupienne. Kwiaty pojedyncze, wyrastają na krótkich pędach bocznych, wspartych przez 4 przysadki. Kwiaty męskie z główkami pręcików zakończonymi długim wyrostkiem.

## Biologia i ekologia
RozwójWieloletnie, wodne geofity (hydrogeofity), wodopylne. Nasiona kiełkują na roślinie macierzystej.
SiedliskoThalassodendron ciliatum zasiedla płytkie wody litoralu, występując na głębokości od 0 do 15 metrów, na podłożach piaszczystych i złożonych z osadów węglowych. T. pachyrhizum zasiedla nagie lub pokryte piaskiem rafy wapienne, równolegle do linii brzegowej, na głębokości 2-35 m.

## Systematyka
Według Angiosperm Phylogeny Website (aktualizowany system APG IV z 2016) rodzaj należy do rodziny bałwanicowatych (Cymodoceaceae Vines), rzędu żabieńcowców (Alismatales Dumort.), w kladzie jednoliściennych (monocots).

## Zagrożenie i ochrona
Oba gatunki Thalassodendron zostały ujęte w Czerwonej księdze gatunków zagrożonych ze stasutem LC (mniejszej troski). Oba gatunki są zagrożone przez działalność człowieka, przede wszystkim prowadzoną gospodarkę morską, w tym prace prowadzone na dnie morskim. Stanowiska obu gatunków podlegają ochronie w wielu lokalnych obszarowych formach ochrony przyrody.